# Mukai Kuma
Kuma Mukai (in giapponese 向井 久万?, Mukai Kuma; Osaka, 14 dicembre 1908 – Tokyo, 20 gennaio 1987) è stato un pittore giapponese.
È noto per i suoi dipinti di donne nude, immagini buddiste e motivi floreali.

## Primi anni di vita
Dopo essersi laureato in una delle scuole d'arte di Kyoto, lavorò come disegnatore di motivi per tessuti destinati ai kimono tradizionali giapponesi. Successivamente intraprese la carriera di pittore e fu allievo di Nishiyama Suisho (1879-1958).
In questo periodo che conobbe Tatsu Hirota che sarebbe poi diventata sua moglie e che, come lui, stava studiando pittura sotto la guida di Nishiyama.
La coppia ebbe due figli, un maschio e una femmina. Vissero per un periodo a Kamakura.

## Carriera
Nel 1941 espose il dipinto raffigurante la nascita di suo figlio, "Dan-ji-umaru" e vinse il primo premio allo Shin-Bunten.

Nel 1974 divenne membro della Creative Painting Society, Soga-kai.

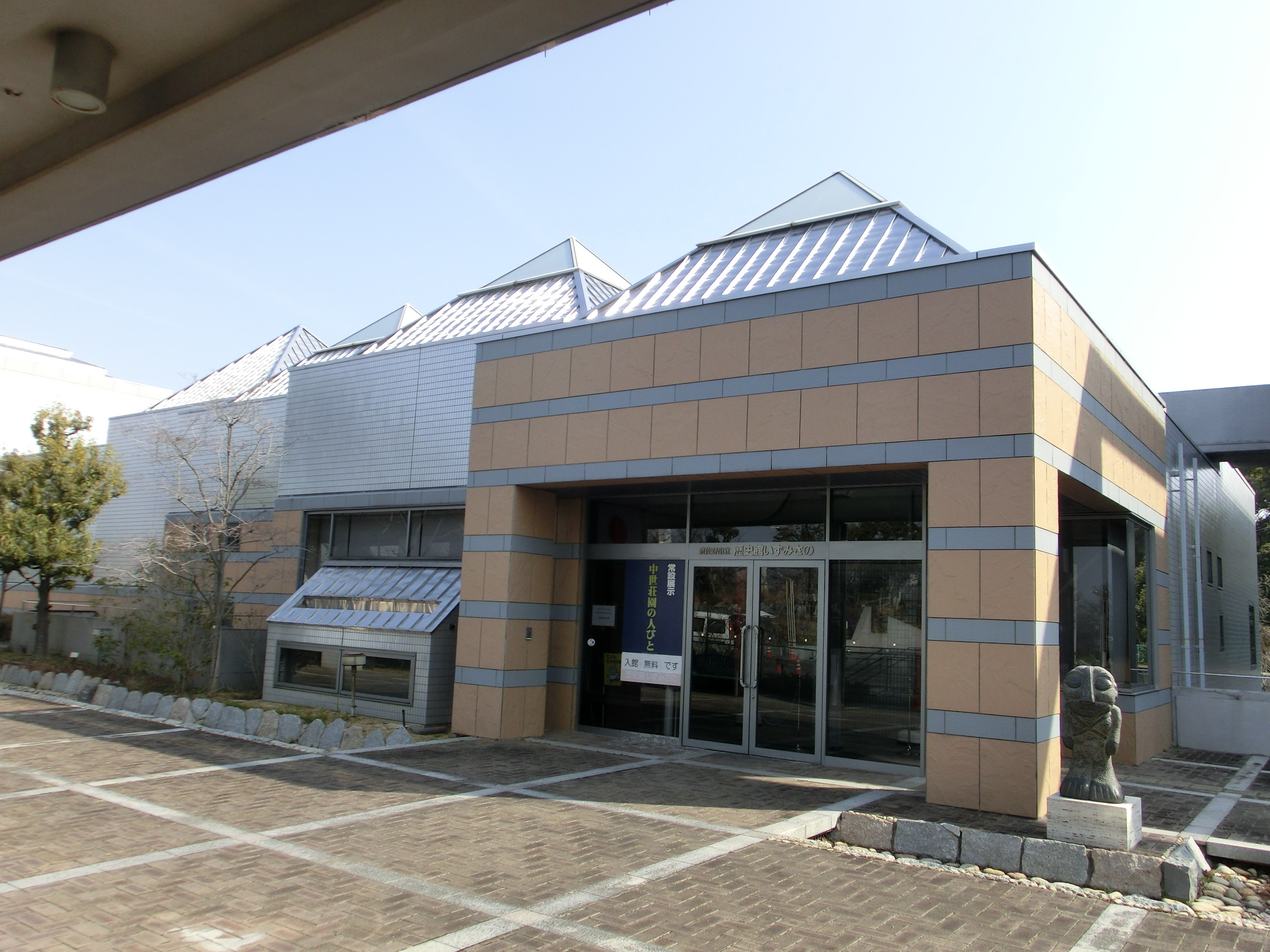
Museo della Storia di Izumisano

I suoi dipinti esaltano la bellezza del corpo umano.
Fuyū (浮游) è considerato il suo capolavoro e la sua creazione più celebre. 
Tra i suoi lavori si trovano anche Quattro donne nude (裸婦四人), dedicato alla rappresentazione del nudo femminile, e Juntei Butsumo (准胝仏母), ispirato all'iconografia buddhista.
Kuma realizzò inoltre raffinati motivi floreali in stampe xilografiche e su seta.
 
Il Museo della Storia di Izumisano conserva 27 opere donate dalla famiglia di Kuma Mukai, oltre a numerose altre donazioni da parte di privati. Nel corso degli anni ha ospitato diverse mostre dedicate all'artista.